# Advance Wars: Dual Strike
Advance Wars: Dual Strike, conhecido no  Japão como Famicom Wars DS (ファミコンウォーズDS) é um jogo eletrônico de estratégia militar baseado em turnos desenvolvido pela Intelligent Systems e publicado pela Nintendo para o Nintendo DS. É uma sequência de Advance Wars 2: Black Hole Rising para o Game Boy Advance.